# Katharina Jagiellonica (Montfort)
Katharina Jagiellonica (* 1503; † vor dem 9. September 1548, möglicherweise bereits am 1. November 1541; polnisch Katarzyna Jagiellonka) war eine uneheliche Tochter des polnischen Königs Sigismund I. aus dem Adelsgeschlecht der Jagiellonen und dessen böhmischer Mätresse Katharina de Thelnicz. Als Gattin von Georg III. von Montfort-Bregenz-Pfannberg war sie Gräfin von Montfort.
Sie hatte zwei Vollgeschwister, den späteren Bischof Jan de Thelnicz sowie Regina, die den Krakauer Adeligen Hieronim Szafraniec heiratete.
Katharina wuchs am ungarischen Hof auf, wo ihr Onkel Wladyslaw II. herrschte. Im Gefolge ihrer etwa gleich alten Cousine Anna nahm sie 1515 als Zwölfjährige am Wiener Fürstentag teil. Ihr späterer Mann Georg von Montfort war ebenfalls einer der Teilnehmer; es ist allerdings nicht gesichert, ob sich die beiden bereits zu diesem Zeitpunkt kennenlernten. Das Paar heiratete schließlich im Jahr 1522 oder kurz darauf. Zuvor hatte sich der Erzbischof Jan Łaski noch vergeblich bemüht, eine Eheschließung zwischen Katharina und dem Fürsten der Moldau Stefan IV. zu vermitteln. Für die Eheschließung mit Montfort starkgemacht hatte sich hingegen Katharinas Cousine Anna, die inzwischen mit dem Habsburger Erzherzog Ferdinand I. verheiratet war. Dieser verband mit seiner Unterstützung wohl die Absicht, einerseits seine Beziehungen zur Jagiellonen-Dynastie noch enger zu knüpfen und andererseits die Verkaufsverhandlungen über die Herrschaft Bregenz im Sinne der Habsburger zu beeinflussen. Katharinas Vater König Sigismund versprach eine hohe Mitgift, die letztendlich aber nicht vollständig gezahlt wurde.
Katharina hatte mit Georg III. fünf Kinder:
- Johann VI. († jung)
- Hermann IV., Herr zu Bregenz, auf Pfannberg und Peggau ⚭ Sarah von Scharffenberg
- Jakob Hugo I. († 1573), Herr von Bregenz, zu Peggau und Mannsberg, ⚭ 1553 Katharina von Fugger zu Kirchberg und Weißenhorn
- Franziska ⚭ 1536 Reichsgraf Gerhard von Manderscheid-Gerolstein
- Christina († 1. Juli 1610) ⚭ 1544 Christoph von Losenstein auf Schallaburg